# NNNニュース&スポーツ
『NNNニュース&スポーツ』（エヌエヌエヌ　ニュース アンド スポーツ）、および『NNNスポーツ&ニュース』（エヌエヌエヌ　スポーツ アンド ニュース）は、日本テレビ系列（NNN）で、『news every.』や『news zero』、『真相報道 バンキシャ!』や『Going!Sports&News』がスポーツ中継に伴い休止になった場合や年末年始編成により、休止になる場合に放送される代替の報道番組である。ハイビジョン制作。

## 概要
2006年6月16日・6月23日・6月24日・7月1日（以上は2006 FIFAワールドカップ中継）、8月7日（サッカー中継）に放送。以降は年末年始に放送、12月31日分の放送はない。2007年は、9月8日にも放送した（ラグビーワールドカップ2007中継のため）。年末年始以外では最終ニュースとスポーツニュースが休止されるときに放送されることがある。
年末年始は箱根駅伝、全国高校サッカーと自局で中継する大会があるためスポーツコーナーも時間を割いて取扱う。
『NNNきょうの出来事』は年末年始にも放送されていたが、2006年9月の放送終了に伴い、年末年始は別番組を編成する事となった。また、毎年ではないが夕方にも編成する事がある。
2007年から2008年にかけての放送では、オープニングタイトルは『NNNニュース』のまま。ニュースパートは当時週末深夜に放送していた『NNNニュース』同様報道フロアからの放送であるが、スポーツパートは『スポーツうるぐす』のスタジオセットから放送（2016年末放送分からは『news every』のスタジオで放送）
2013年末から2014年始の最終ニュースでは、タイトル及びEPGには『NNN』が付されず、『ニュース&スポーツ』のみの表記。
2016年の年末放送分以降は、週末の最終版時代から使われてきた青基調のテロップから、『NEWS ZERO→news zero』のデザインに近いテロップ（2018年10月と2019年10月にテロップが変更されたが、当番組では従来のテロップを引き続き使用）に新調された（ただしこれ以降もニュース映像内の記者名テロップと天気予報中の中継場所表記など一部で従前通りの青テロップが使用されることがあった）。
2017年の年末放送分より深夜では2010年から省略されていたOPと新しいBGMが使われるようになり、『NNN NEWS&SPORTS』にタイトル表記が変わっている。また、内容も『NEWS ZERO→news zero』を省略したものに近くなった。またこれ以降『Going!Sports&News』休止で週末深夜版が放送される場合はGoing!の番組タイトルになぞらえ、『NNN SPORTS＆NEWS』のタイトルとなる場合があり、その為ロゴ・テロップも、平日仕様のものからGoing!のイメージカラーに合わせた赤色に変更している。
2018年の年末放送分より夕方では『NNNニュース』同様に週末の最終版時代から使われてきた青基調のテロップから、2010年から省略されていたロゴやBGMも全て変更されオープニングタイトルも8年ぶりに復活した。
2021年の年末年始以降は夕方は「news every.」を短縮版で放送（週末は『NNNニュース』)となったため深夜のみの放送。また、2021年11月7日からNNNの各報道番組共通のフォーマットが『NNNストレイトニュース』のものに統一されているが、当番組では項目テロップのみ従来通り独自デザインのものを使用している。

## 放送日
特記以外すべて深夜の放送。
レギュラー番組休止時
- 2006年
  - 6月17日（6月16日金曜深夜）、6月24日（6月23日金曜深夜）、6月25日（6月24日土曜深夜）、7月2日（7月1日土曜深夜）Ｗ杯2006中継のため[2]。
  - 8月7日　U-21サッカー日本代表[3]の試合を放送したため。
- 2007年
  - 9月9日（9月8日深夜）ラグビーW杯中継のため。
- 2014年
  - 2月11日（2月10日深夜）、2月13日（2月12日深夜）ソチ五輪中継のため。
- 2016年
  - 8月19日（8月18日深夜）リオ五輪中継のため。

※2006年は『NNNきょうの出来事』と平日分は『スポんちゅ』、週末分は『スポーツうるぐす』を統合した代替。放送体制は先述の2007年末 - 2008年始にかけてと同様であり、それぞれの通常の当該番組出演者が担当。
2007年は週末の『NNNニュース』と『スポーツうるぐす』の代替。
2014年以降はいずれも平日なので『NEWS ZERO』の代替。
年末年始
- 2006年12月29日・12月30日、2007年1月1日 - 1月3日
- 2007年12月29日・12月30日、2008年1月1日 - 1月4日
- 藤井恒久がスポーツを担当（2007年始、2008年始）。

●の日は夕方、最終の2回放送。同一のキャスターが兼務。◯の日は夕方のみ放送。
| 2008年度（2008年末 - 2009年始） | 2008年度（2008年末 - 2009年始） | 2008年度（2008年末 - 2009年始） |
| 放送枠 | ニュース                        | スポーツ                        |
| --- | ------------------------------- | ------------------------------- |
| 2008.12.27 | 豊田順子                        | 藤田大介                        |
| 2008.12.28 | 豊田順子                        | 藤田大介                        |
| 2008.12.29 | 馬場典子                        | 鳥羽博剛                        |
| 2008.12.30 | 延友陽子                        | 鳥羽博剛                        |
| 2008.12.31 | （放送なし）                    | （放送なし）                    |
| 2009.1.1 | 古市幸子                        | 藤井恒久                        |
| 2009.1.2 | 古市幸子                        | 藤井恒久                        |
| 2009年度（2009年末 - 2010年始） |                                 |                                 |
| 放送枠 | ニュース                        | スポーツ                        |
| 2009.12.28 | 山下美穂子                      | 藤井恒久                        |
| 2009.12.29 | 山下美穂子                      | 藤井恒久                        |
| 2009.12.30 | 山下美穂子                      | 藤井恒久                        |
| 2009.12.31 | （放送なし）                    | （放送なし）                    |
| 2010.1.1 | 古市幸子                        | 藤田大介                        |
| 2010.1.2 | 豊田順子                        | 藤田大介                        |
| 2010.1.3● | 豊田順子                        | 藤田大介                        |
| - 1月3日を除きニュースキャスターは夕方の『NNNニュース』を兼務。 |                                 |                                 |
| 2010年度（2010年末 - 2011年始） |                                 |                                 |
| 放送枠 | ニュース                        | スポーツ                        |
| 2010.12.27 | 古市幸子                        | 右松健太                        |
| 2010.12.28 | 古市幸子                        | 右松健太                        |
| 2010.12.29 | 山本舞衣子                      | 藤田大介                        |
| 2010.12.30 | 山本舞衣子                      | 藤田大介                        |
| 2010.12.31 | （放送なし）                    | （放送なし）                    |
| 2011.1.1 | 山下美穂子                      | 藤井恒久                        |
| 2011.1.2 | 山下美穂子                      | 藤井恒久                        |
| 2011.1.3 | 山下美穂子                      | 藤井恒久                        |
| 2011年度（2011年末 - 2012年始） |                                 |                                 |
| 放送枠 | ニュース                        | スポーツ                        |
| 2011.12.28 | 古市幸子                        | 藤井恒久                        |
| 2011.12.29 | 古市幸子                        | 藤井恒久                        |
| 2011.12.30 | 古市幸子                        | 藤井恒久                        |
| 2011.12.31 | （放送なし）                    | （放送なし）                    |
| 2012.1.1 | 豊田順子                        | 藤田大介                        |
| 2012.1.2● | 豊田順子                        | 藤井恒久                        |
| 2012.1.3● | 豊田順子                        | 藤井恒久                        |
| - 12月31日、1月2日・1月3日を除きニュースキャスターは夕方の『NNNニュース』を兼務。 |                                 |                                 |
| 2012年度（2012年末 - 2013年始） |                                 |                                 |
| 放送枠 | ニュース                        | スポーツ                        |
| 2012.12.28 | 小熊美香                        | 辻岡義堂                        |
| 2012.12.29 | 小熊美香                        | 小熊美香                        |
| 2012.12.30 | 小熊美香                        | 小熊美香                        |
| 2012.12.31 | （放送なし）                    | （放送なし）                    |
| 2013.1.1 | 豊田順子                        | 藤田大介                        |
| 2013.1.2● | 豊田順子                        | 藤井恒久                        |
| 2013.1.3● | 豊田順子                        | 藤井恒久                        |
| - 12月29日、1月1日は、ニュースキャスターは夕方の『NNNニュース』を兼務。 |                                 |                                 |
| 2013年度（2013年末 - 2014年始） |                                 |                                 |
| 放送枠 | ニュース                        | スポーツ                        |
| 2013.12.28 | 上田まりえ                      | 上田まりえ                      |
| 2013.12.29 | 佐藤良子                        | 佐藤良子                        |
| 2012.12.30 | 佐藤良子                        | 山本紘之                        |
| 2013.12.31 | （放送なし）                    | （放送なし）                    |
| 2014.1.1 | 山下美穂子                      | 藤田大介                        |
| 2014.1.2● | 山下美穂子                      | 藤田大介                        |
| 2014.1.3● | 山下美穂子                      | 藤田大介                        |
| - 12月30日、1月1日は、ニュースキャスターは夕方の『NNNニュース』を兼務。 |                                 |                                 |
| 2014年度（2014年末 - 2015年始） |                                 |                                 |
| 放送枠 | ニュース                        | スポーツ                        |
| 2014.12.27 | 上田まりえ                      | 上田まりえ                      |
| 2014.12.28 | 上田まりえ                      | 上田まりえ                      |
| 2014.12.29 | 藤田大介                        | 後藤晴菜                        |
| 2014.12.30 | 藤田大介                        | 徳島えりか                      |
| 2014.12.31 | （放送なし）                    | （放送なし）                    |
| 2015.1.1 | 山下美穂子                      | 藤井恒久                        |
| 2015.1.2● | 山下美穂子                      | 藤井恒久                        |
| 2015.1.3◯ | 山下美穂子                      | 藤井恒久                        |
| - 12月28日は、真相報道バンキシャ!内の最新ニュースコーナーを、1月1日は、ニュースキャスターは夕方の『NNNニュース』を兼務。 |                                 |                                 |
| 2015年度（2015年末 - 2016年始） |                                 |                                 |
| 放送枠 | ニュース                        | スポーツ                        |
| 2015.12.26 | 山下美穂子                      | 山下美穂子                      |
| 2015.12.27 | 上田まりえ                      | 上田まりえ                      |
| 2015.12.28 | 豊田順子                        | 藤田大介                        |
| 2015.12.29 | 豊田順子                        | 藤田大介                        |
| 2015.12.30 | 豊田順子                        | 藤田大介                        |
| 2015.12.31 | （放送なし）                    | （放送なし）                    |
| 2016.1.1 | 山下美穂子                      | 藤井恒久                        |
| 2016.1.2◯ | 山下美穂子                      | 藤井恒久                        |
| 2016.1.3◯ | 山下美穂子                      | 藤井恒久                        |
| - 12月26日は、news everyサタデーを、12月27日は、真相報道バンキシャ!内の最新ニュースコーナーを、12月28日の両方と1月1日のニュースキャスターは夕方の『NNNニュース』を兼務。 |                                 |                                 |
| 2016年度（2016年末 - 2017年始） |                                 |                                 |
| 放送枠 | ニュース                        | スポーツ                        |
| 2016.12.26 | 中島芽生                        | 寺島淳司                        |
| 2016.12.27 | 中島芽生                        | 寺島淳司                        |
| 2016.12.28 | 中島芽生                        | 寺島淳司                        |
| 2016.12.29 | 中島芽生                        | ラルフ鈴木                      |
| 2016.12.30 | 杉野真実                        | 藤井恒久                        |
| 2016.12.31 | （放送なし）                    | （放送なし）                    |
| 2017.1.1 | 豊田順子                        | 藤井恒久                        |
| 2017.1.2● | 豊田順子                        | 藤井恒久                        |
| 2017.1.3● | 豊田順子                        | 藤井恒久                        |
| - 12月26日 - 12月29日のニュースキャスターは、news everyを、1月1日のニュースキャスターは夕方の『NNNニュース』を兼務。 |                                 |                                 |
| 2017年度（2017年末 - 2018年始） |                                 |                                 |
| 放送枠 | ニュース                        | スポーツ                        |
| 2017.12.28 | 岩本乃蒼                        | ラルフ鈴木                      |
| 2017.12.29 | 杉野真実                        | 山﨑誠                          |
| 2017.12.30 | 杉野真実                        | 藤井恒久                        |
| 2017.12.31 | （放送なし）                    | （放送なし）                    |
| 2018.1.1 | 豊田順子                        | 藤井恒久                        |
| 2018.1.2● | 豊田順子                        | 藤井恒久                        |
| 2018.1.3● | 豊田順子                        | 藤井恒久                        |
| - 12月28日のキャスターはいずれも通常編成時の番組に出演するキャスター（ラルフは当時）。 - 1月1日のニュースキャスターは夕方の『NNNニュース』を兼務。 |                                 |                                 |
| 2018年度（2018年末 - 2019年始） |                                 |                                 |
| 放送枠 | ニュース                        | スポーツ                        |
| 2018.12.29 | 藤田大介                        | 後藤晴菜                        |
| 2018.12.30 | 杉野真実                        | 藤井恒久                        |
| 2018.12.31 | （放送なし）                    | （放送なし）                    |
| 2019.1.1 | 豊田順子                        | 藤井恒久                        |
| 2019.1.2● | 豊田順子                        | 藤井恒久                        |
| 2019.1.3● | 豊田順子                        | 藤井恒久                        |
| 2019.1.4● | 岩本乃蒼                        | 寺島淳司                        |
| - 12月29日、1月1日のニュースキャスターは夕方の『NNNニュース』を兼務。 |                                 |                                 |
| 2019年度（2019年末 - 2020年始） |                                 |                                 |
| 放送枠 | ニュース                        | スポーツ                        |
| 2019.12.28 | 藤田大介                        | 久野静香                        |
| 2019.12.29 | 辻岡義堂                        | 久野静香                        |
| 2019.12.30 | 藤田大介                        | 久野静香                        |
| 2019.12.31 | （放送なし）                    | （放送なし）                    |
| 2020.1.1 | 尾崎里紗                        | 藤井恒久                        |
| 2020.1.2● | 岩本乃蒼                        | 藤井恒久                        |
| 2020.1.3● | 岩本乃蒼                        | 藤井恒久                        |
| - 12月30日、1月1日のニュースキャスターは夕方の『NNNニュース』を兼務。 |                                 |                                 |
| 2020年度（2020年末 - 2021年始） |                                 |                                 |
| 放送枠 | ニュース                        | スポーツ                        |
| 2020.12.28 | 岩田絵里奈                      | 山﨑誠                          |
| 2020.12.29 | 岩本乃蒼                        | 篠原光                          |
| 2020.12.30 | 岩本乃蒼                        | 篠原光                          |
| 2020.12.31 | （放送なし）                    | （放送なし）                    |
| 2021.1.1 | 後呂有紗                        | 辻岡義堂                        |
| 2021.1.2 | 後呂有紗                        | 辻岡義堂                        |
| 2021.1.3 | 中島芽生                        | 山﨑誠                          |
| - 12月28日のスポーツキャスターと12月29日、12月30日、1月1日 - 1月3日のニュースキャスターは夕方の『NNNニュース』を兼務。 |                                 |                                 |
| 2021年度（2021年末 - 2022年始） |                                 |                                 |
| 放送枠 | ニュース                        | スポーツ                        |
| 2021.12.28 | 藤田大介                        | 藤田大介                        |
| 2021.12.29 | 藤田大介                        | 藤田大介                        |
| 2021.12.30 | 藤田大介                        | 藤田大介                        |
| 2021.12.31 | （放送なし）                    | （放送なし）                    |
| 2022.1.1 | 後呂有紗                        | 後呂有紗                        |
| 2022.1.2 | 尾崎里紗                        | 尾崎里紗                        |
| 2022.1.3 | 河出奈都美                      | 河出奈都美                      |
| - 12月28日 - 12月30日、1月3日は夕方の『news every.』を、1月2日は夕方の『NNNニュース』兼務。 |                                 |                                 |
| 2022年度(2022年末 - 2023年始) |                                 |                                 |
| 放送枠 | ニュース                        | スポーツ                        |
| 2022.12.28 | 矢島学                          | 矢島学                          |
| 2022.12.29 | 矢島学                          | 矢島学                          |
| 2022.12.30 | 矢島学                          | 矢島学                          |
| 2022.12.31 | （放送なし）                    | （放送なし）                    |
| 2023.1.1 | 辻岡義堂                        | 辻岡義堂                        |
| 2023.1.2 | 藤田大介                        | 藤田大介                        |
| 2023.1.3 | 藤田大介                        | 藤田大介                        |
| 2023年度（2023年末 - 2024年始） |                                 |                                 |
| 放送枠 | ニュース                        | スポーツ                        |
| 2023.12.28 | 中島芽生                        | 中島芽生                        |
| 2023.12.29 | 中島芽生                        | 中島芽生                        |
| 2023.12.30 | 矢島学                          | 矢島学                          |
| 2023.12.31 | （放送なし）                    | （放送なし）                    |
| 2024.1.1 | 藤田大介 小髙茉緒               | 藤田大介 小髙茉緒               |
| 2024.1.2 | 鈴江奈々 伊藤遼                 | 鈴江奈々 伊藤遼                 |
| 2024.1.3 | 辻岡義堂 小髙茉緒               | 辻岡義堂 小髙茉緒               |
| - 1月1日は当初後呂有紗が担当予定だったが、同日に起こった令和6年能登半島地震による緊急報道特番(午後5時まで日テレNEWS24と同時放送、午後5時から別制作)を担当したため、藤田大介と小髙茉緒に変更。さらに、1月2日・1月3日は当初1人のアナウンサー(1月2日は鈴江奈々、1月3日は辻岡義堂)が担当予定だったが、地震報道を優先するため2人体制(1月2日は伊藤遼、1月3日は小髙茉緒がそれぞれ追加)に変更となった。それに加えて、1月1日と1月2日は放送枠も20分拡大された。(両日とも0:25 - 1:05、以降の番組は当初より20分繰り下げ)3日は通常通り20分枠で放送。 |                                 |                                 |
| 2024年度（2024年末-2025年始） |                                 |                                 |
| 放送枠 | ニュース                        | スポーツ                        |
| 2024.12.28 | 市來玲奈                        | 市來玲奈                        |
| 2024.12.29 | 菅谷大介                        | 菅谷大介                        |
| 2024.12.30 | 辻岡義堂                        | 辻岡義堂                        |
| 2025.1.1 | 忽滑谷こころ                    | 忽滑谷こころ                    |
| 2025.1.2 | 滝菜月                          | 滝菜月                          |
| 2025.1.3 | 矢島学                          | 矢島学                          |
| - 12月30日・1月2日は、夕方の『NNNニュース』を兼務。1月1日は、『news every.特別版』内の報道フロアからのニュース担当を兼務。1月3日は、夕方の『news every.』を兼務。 |                                 |                                 |

## ネット局
最終版は『news zero』『Going!Sports&News』の代替番組であることから、NNN30局フルネットで放送。夕方版はテレビ大分とテレビ宮崎を除いた28局で放送。